# هجوم جزيرة فيلكا

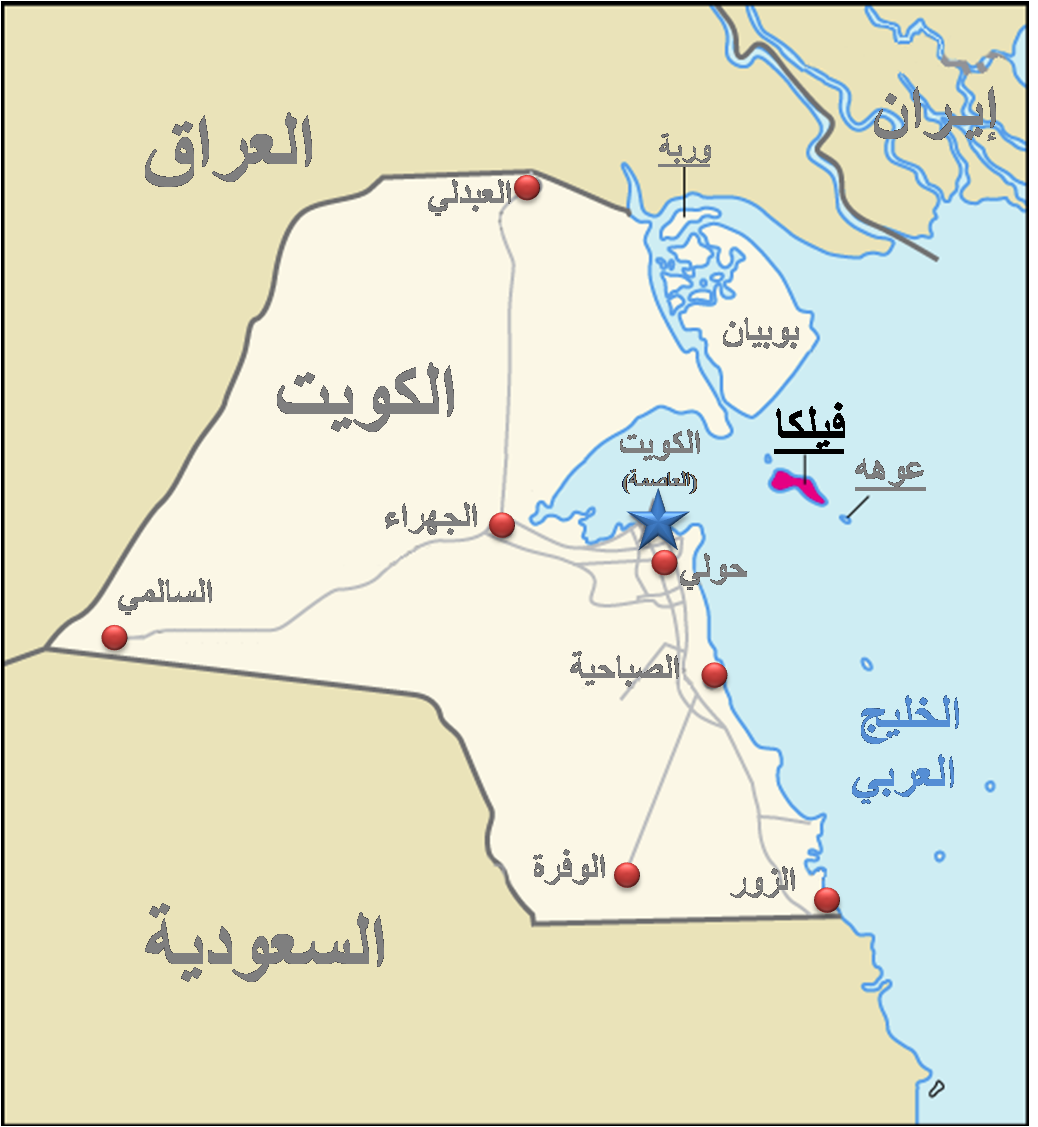

هجوم جزيرة فيلكا هي حادثة ارهابية وقعت في 8 أكتوبر 2002 بجزيرة فيلكا بالكويت، عندما شنّ اثنان من المواطنين الكويتيين ممن تربطهم صلة بتنظيم القاعدة، هجوماً مسلحاً على قوات المارينز الأمريكية في جزيرة فيلكا، وهما أنس الكندري وسالم الهاجري الذين قُتلوا أثناء الهجوم.
وبسبب هذا الهجوم قُتل أيضاً أحد جنود مشاة البحرية الأمريكية وأصيب آخر بجروحٍ خطيرة، وقع الحادث على بعد 16 كيلو متراً من السواحل الكويتية شرقي مدينة الكويت فيما كانت قوات أمريكية وكويتية تجري تدريبات مشتركة هناك.